# Xã Conkling, Quận Pawnee, Kansas
Xã Conkling (tiếng Anh: Conkling Township) là một xã thuộc quận Pawnee, tiểu bang Kansas, Hoa Kỳ. Năm 2010, dân số của xã này là 30 người.